# Estoque de nomes de domínio
Estoque de nomes de domínio ou armazenamento de nomes de domínio é a prática dos registradores obterem o controle de nomes de domínio expirados já sob sua gestão, com a intenção de manter ou "armazenar" nomes para seu próprio uso e/ou lucro.
Normalmente, a prática ocorre depois que o registro do nome de domínio está expirado e a entidade que registrou anteriormente não exerce seu direito de renovar o nome dentro do prazo estipulado (geralmente 45 dias após a expiração). A data e a hora de expiração de um domínio podem ser calculadas com base na data de expiração no WHOIS, período de carência para renovação automática (0 a 45 dias) e no período de carência para resgate (RDP) do registro que gerencia o registro de domínio (30 dias)

## Pano de fundo
De acordo com o Conselho da Organização de Apoio a Nomes Genéricos (GNSO) Deletes Task Force Report (2003), um conselho organizado pela Internet Corporation for Assigned Names and Numbers (ICANN), três modos específicos de armazenamento foram identificados:
1. O registrante permite que o nome de domínio expire, mas o registrador não exclui o nome de domínio durante o período de carência, resultando em uma renovação paga para o registro. O registrador posterior assume o registro do nome de domínio.
2. O registrante compra o nome de domínio por meio de fraude e o registrador assume o registro do nome para revender a fim de minimizar danos.
3. O registrador registra o domínio em seu próprio nome imediatamente.

## Controvérsia
O Acordo de Credenciamento de Registradores (RAA) atualmente não proíbe essa prática. No entanto, a comunidade da ICANN tem pedidos abertos de mudanças nas políticas para limitar o armazenamento, visto que isso é considerado injusto para os registrantes em potencial.
A principal preocupação hoje com a prática de armazenamento de domínio é que os registradores de varejo, que historicamente se concentraram em atender a registrantes individuais e de pequenas empresas, agora estão ativamente coletando nomes de domínio expirados e oferecendo serviços coleta de domínio que entram em conflito com o conceito de acesso justo a nomes de domínio. Uma preocupação adicional é que as empresas que reúnem dezenas de registradores descartáveis para conexões de registro adicionais ficarão na torneira do domínio expirante promovendo a prática de degustação de domínio sem pagar e, em seguida, armazenarão aqueles que atendem aos critérios de tráfego, negando à comunidade mais ampla uma oportunidade justa de competir por esses nomes expirados .
De 2005 a 2008, GoDaddy teve uma subsidiária, Standard Tactics, que detinha domínios anteriormente pertencentes a GoDaddy. Logo depois que isso foi relatado, GoDaddy fechou o Standard Tactics. No entanto, a GoDaddy pratica abertamente o armazenamento de domínio. Em vez de permitir que domínios que GoDaddy considera "domínios Premium" expirem, GoDaddy assume o controle e lista como "Domínios Premium" esses domínios, depois que o registrante - o cliente do GoDaddy - permite que eles expirem, mesmo antes do final do período de resgate. Esses domínios são frequentemente listados em leilões GoDaddy por milhares de dólares, como "domínios Premium". GoDaddy vende esses domínios em leilão, enquanto o registrante original ainda tem direito ao resgate do domínio, com a estipulação de que se o registrante original usar seu direito para resgatar o domínio e renová-lo dentro do período de resgate, GoDaddy simplesmente reembolsará o dinheiro pago pelo licitante vencedor.
ICANN ainda não alterou o RAA com políticas para limitar o armazenamento de domínio e práticas relacionadas. Os registradores estão em uma posição única para impactar os preços dos nomes de domínio, introduzindo licitações ou leilões para nomes de domínio expirados. O acesso justo aos nomes de domínio é ainda mais afetado quando os registradores optam por não comercializar os domínios armazenados imediatamente, atrasando a reciclagem dos nomes armazenados indefinidamente.